# Williamsburg Lodge
Le Williamsburg Lodge est un hôtel américain situé à Williamsburg, en Virginie. Ouvert en 1939, cet établissement d'Autograph Collection est membre des Historic Hotels of America depuis 2000.